# Elecciones presidenciales de Azerbaiyán de 1993
Elecciones presidenciales se celebraron en Azerbaiyán el 3 de octubre de 1993. El resultado fue una victoria para Heydar Aliyev del partido Nuevo Azerbaiyán, que obtuvo el 98.8% de los votos. Se informó que la participación electoral fue del 97.6%.

## Resultados
| Candidato             | Partido                            | Votos     | %   |
| --------------------- | ---------------------------------- | --------- | --- |
| Heydar Aliyev         | Nuevo Azerbaiyán                   | 3,919,923 |     |
| Kerar Abilov          | Partido Unido de Azerbaiyán        | 40,298    |     |
| Zakir Taqiyev         | Partido del Esfuerzo de Azerbaiyán |           |     |
| Contra todos          |                                    |           |     |
| Votos nulos/en blanco | Votos nulos/en blanco              |           | –   |
| Total                 | Total                              | 3,966,327 | 100 |
| Fuente: Nohlen et al. |                                    |           |     |